# 65e méridien ouest
En géographie, le 65e méridien ouest est le méridien joignant les points de la surface de la Terre dont la longitude est égale à 65° ouest.

## Géographie

### Dimensions
Comme tous les autres méridiens, la longueur du 65e méridien correspond à une demi-circonférence terrestre, soit 20 003,932 km. Au niveau de l'équateur, il est distant du méridien de Greenwich de 7 236 km,.
Avec le 115e méridien est, il forme un grand cercle passant par les pôles géographiques terrestres.

### Régions traversées
En commençant par le pôle Nord et descendant vers le sud au pôle Sud, Le 65e méridien ouest passe par:
| Coordonnées          | Pays, territoire ou mer     | Notes |
| -------------------- | --------------------------- | --- |
| 90° 00′ N, 65° 00′ O | Océan Arctique              | |
| 83° 18′ N, 65° 00′ O | Mer de Lincoln              | |
| 82° 54′ N, 65° 00′ O | Canada                      | Nunavut, Île d'Ellesmere |
| 81° 20′ N, 65° 00′ O | Détroit de Nares            | |
| 80° 46′ N, 65° 00′ O | Groenland                   | Péninsule Washington (en) |
| 76° 01′ N, 65° 00′ O | Baie de Baffin              | |
| 70° 00′ N, 65° 00′ O | Détroit de Davis            | |
| 68° 03′ N, 65° 00′ O | Canada                      | Nunavut — Île de Baffin |
| 70° 00′ N, 65° 00′ O | Détroit de Davis            | Baie Cumberland |
| 64° 29′ N, 65° 00′ O | Canada                      | Nunavut — Île Christopher Hall (en), l'archipel Leybourne et l'Île de Baffin |
| 62° 29′ N, 65° 00′ O | Détroit de Davis            | |
| 61° 52′ N, 65° 00′ O | Canada                      | Nunavut — Île Edgell (en) et l'Île Resolution |
| 61° 24′ N, 65° 00′ O | Baie d'Hudson               | |
| 60° 10′ N, 65° 00′ O | Canada                      | Québec Terre-Neuve-et-Labrador — Labrador, à partir 54° 55′ N, 65° 00′ O Québec — à partir de 51° 45′ N, 65° 00′ O                                                                |
| 50° 16′ N, 65° 00′ O | Golfe du Saint-Laurent      | |
| 49° 13′ N, 65° 00′ O | Canada                      | Québec — Gaspésie |
| 48° 07′ N, 65° 00′ O | Baie des Chaleurs           | |
| 47° 50′ N, 65° 00′ O | Canada                      | New Brunswick |
| 45° 33′ N, 65° 00′ O | Baie de Fundy               | |
| 45° 05′ N, 65° 00′ O | Canada                      | Nouvelle-Écosse |
| 43° 46′ N, 65° 00′ O | Océan Atlantique            | Passe juste à l'ouest des Bermudes (à 32° 17′ N, 64° 54′ O) |
| 18° 23′ N, 65° 00′ O | Îles Vierges des États-Unis | Île de Saint Thomas |
| 18° 21′ N, 65° 00′ O | Mer des Caraïbes            | Passe juste à l'ouest de l'île de Saint Croix, Îles Vierges des États-Unis (à 17° 41′ N, 64° 54′ O) Passe juste à l'est de l'Île de la Tortue, Venezuela (à 10° 54′ N, 65° 12′ O) |
| 10° 04′ N, 65° 00′ O | Venezuela                   | |
| 1° 11′ N, 65° 00′ O  | Brésil                      | Amazonie Rondônia — à partir de 9° 20′ S, 66° 00′ O |
| 12° 00′ S, 65° 00′ O | Bolivie                     | |
| 22° 05′ S, 65° 00′ O | Argentine                   | |
| 40° 46′ S, 65° 00′ O | Océan Atlantique            | Golfe San Matías |
| 42° 07′ S, 65° 00′ O | Argentine                   | |
| 43° 16′ S, 65° 00′ O | Océan Atlantique            | Passe par le Détroit Le Maire entre la Grande île de la Terre de Feu (à 54° 39′ S, 65° 06′ O) et l'Île des États (à 54° 50′ S, 64° 45′ O), Argentine                              |
| 60° 00′ S, 65° 00′ O | Océan Austral               | |
| 65° 55′ S, 65° 00′ O | Antarctique                 | Territoires Liste des territoires revendiqués par l' Argentine, le Chili et le Royaume-Uni                                                                                        |